# Johannes Lambertus Huber
Pour les articles homonymes, voir Huber.
Johannes Lambertus Huber, né le 7 août 1750 à Leeuwarden et mort le 30 juin 1826 à Blessum, est un homme politique néerlandais. Il participe à la Révolution batave et jouit d'une grande influence dans les milieux patriotes au début des années 1790. Il est impliqué dans les mouvements fédéralistes en Frise en 1796 et son influence diminue alors fortement. Il a siégé dans plusieurs assemblées nationales et provinciales entre 1774 et 1826.

## Biographie
Johannes Lambertus Huber sort diplômé en droit de l'université de Franeker en 1764. Il occupe diverses occupations administratives et devient receveur des convois et licences de la ville du port de Makkum en 1769. En 1774, il est élu représentant de la ville aux États de Frise. Il se rapproche des milieux patriotes et n'est pas réélu en 1783. 
Avec l'extension de la Révolution batave, des compagnies de corps francs voient le jour dans de nombreuses villes des Provinces-Unies. Huber est nommé secrétaire de celle de Leeuwarden le 12 janvier 1785. Au début du mois d'août 1786, Huber, Van Beyma, Evert Roorda et Cornelis van den Burg se rendent au rassemblement national des milices et corps francs à Utrecht. Ils y rencontre d'autres patriotes comme Herman Willem Daendels, jeune avocat de Hattem, Gerrit Paape, journaliste à Delft, Pieter Vreede, négociant en drap à Leyde ou John Adams, envoyé par les États-Unis en Europe. Le 25 septembre, la Frise interdit les corps francs et Huber est envoyé dans toutes les provinces, excepté la Zélande, pour plaider la cause des patriotes frisons. L'année suivante, il est élu colonel du corps franc de Menaldumadeel. 
En septembre 1787, l'armée prussienne envahit les Provinces-Unies pour mettre un terme à la Révolution. Huber se réfugie à Amsterdam puis à Saint-Omer, dans le nord de la France, comme de nombreux patriotes. Il devient alors le secrétaire de Van Beyma. Durant leur visite à Paris en 1788, ils réussissent à obtenir le paiement par le gouvernement français d'une pension pour les patriotes exilés. En 1789, il est condamné par les États de Frise à la confiscation de ses biens et au bannissement. Il s'installe à Paris et fréquent le club des jacobins. Il bénéficie alors d'une grande influence parmi les bataves exilés en France, ce qui permet la création en août 1792 d'une légion batave, une unité de volontaires bataves dans les armées françaises ; il en est nommé administrateur. Le 18 octobre 1792, il intègre le comité révolutionnaire batave formé à Paris par les patriotes exilés. Ce comité a pour but de convaincre les jacobins à soutenir la cause des patriotes. Après la défaite de Neerwinden, la légion batave est dissoute et Huber rentre brièvement en France avant de s'installer à Zwolle puis Kampen, en Overijssel. En 1794, il est envoyé en mission à Hambourg par la Convention nationale pour tenter en vain de trouver des approvisionnements en nourriture pour la France. Il s'installe à Dunkerque, avec sa femme, rencontrée pendant sa mission.
En janvier 1795, l'armée française de Pichegru franchit le Rhin et envahit les Provinces-Unies. Les patriotes se soulèvent dans tout le pays, le stathouder Guillaume V d'Orange s'exile en Angleterre et la République batave est proclamée. Le 8 février, Huber rentre à Leeuwarden et intègre le comité révolutionnaire de la ville, qui annule immédiatement toutes les condamnations de 1789. Une semaine après, il est élu à l'assemblée provisoire de la Frise puis député aux États généraux des Provinces-Unies. Il siège au comité des Affaires générales et préside les États à deux reprises, entre le 30 mars et le 6 avril puis en décembre 1795. Le 29 décembre, il démissionne de la présidence, refusant que les États provinciaux perdent leurs pouvoirs au profit d'une assemblée nationale. Le 26 janvier 1796, il écrit une lettre à ses amis frisons pour encourager un soulèvement fédéraliste contre les États généraux ; la lettre est interceptée par les radicaux, ce qui entraîne l'exclusion de Huber des États généraux.
Le 30 mars, il est élu député de Harlingen à la première Assemblée nationale de la République batave mais son élection est contestée par les unitaristes – notamment par le Frison Dirk Cornelis Kuiken. Il est alors chargé par les fédéralistes frisons de négocier à Paris le soutien de la France à la Frise auprès du ministre Charles Cochon de Lapparent et du directeur Jean-François Reubell mais ne rencontre aucun succès. Son élection n'est définitive que le 12 décembre 1796 mais il ne siège pas, restant en Frise. Il n’est pas réélu en août 1797. Il siège au conseil départemental de l'Ems du 1er janvier 1799 au 28 juillet 1801, lorsqu'il est élu député au Corps législatif. 
Le 12 octobre 1802, il est nommé administrateur du neuvième arrondissement du département de la Frise, puis sous-préfet de Menaldumadeel, du 24 février 1806 au 31 décembre 1810. Après l'annexion des Pays-Bas à la France, il devient juge de paix et conserve cette fonction jusqu'en 1818, date à laquelle il est nommé aux États provinciaux de Frise.